# 秘鲁索尔

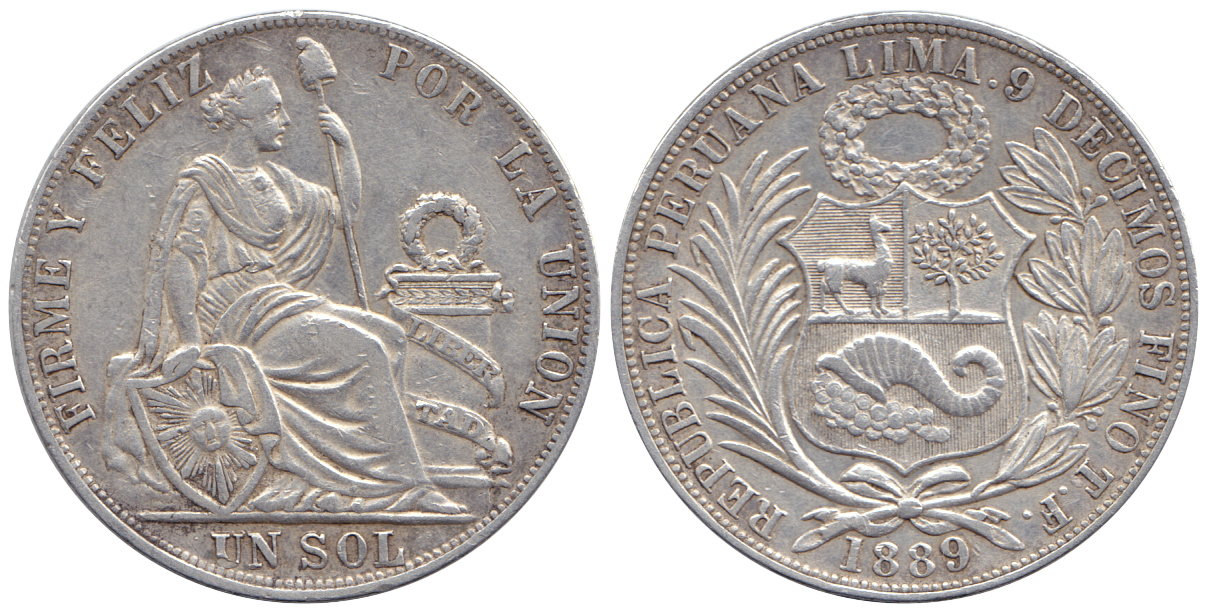
一枚1889年的银索尔

索尔（西班牙语：Sol）是秘鲁在1863年至1985年使用的货币。1985年因严重的通货膨胀被因蒂（Inti）取代。